# ラグビー日本代表 2025年メンバー
ラグビー日本代表 2025年メンバー（ラグビーにほんだいひょう2025ねんメンバー）は、ラグビー日本代表として、2025年に編成されるラグビーユニオンのナショナルチーム。日本ラグビーフットボール協会が組織する。愛称は「ブレイブ・ブロッサムズ」（Brave Blossoms）。ヘッドコーチの名を冠して「エディー・ジャパン」ともいう。日本代表に準じるセカンドチームに、「JAPAN XV（ジャパン・フィフティーン）」がある。

## 2025年の動向

### チームコンセプト「超速 AS ONE」
2025年6月11日、日本代表強化合宿（6月16日開始）に参加する選手発表の場で、チームコンセプト「超速 AS ONE」をエディー・ジョーンズHCが発表した。「超速」は、Physical（パス、ラン、キックの速さ）、Thinking（考える速さ）、Collaboration（連携・団結の速さ）を意味する。「AS ONE」は、Value（共通の価値観）、Goal（明確な目標）、Action（具体的なアクション）を意味する。

### 国代表条件の緩和
2024年8月1日からワールドラグビーにより、国代表となる条件が緩和された。「プレーする時点の直前の60ヶ月間継続して当該国を居住地としていた」という項目が撤廃。海外に国籍を持つ選手であっても、60ヶ月間 日本国内チームに在籍していれば（途中で海外チームに所属していなければ）、日本代表になる条件を満たすことになる。後述「代表資格」も参照。

### 新ルールの導入
2025年1月1日からワールドラグビーは、世界的試験実施ルール（コンバージョンキックまでの時間を90秒から60秒に短縮、ラインアウト形成は30秒以内、スクラム・ラック・モールでのスクラムハーフの保護、争われないラインアウトでのノットストレートの許容）を施行。
日本国内では4月1日から施行する。社会人大会ジャパンラグビーリーグワンでは、2024年12月21日のシーズン開幕戦から導入済み。

### 用語の変更
1月6日、日本ラグビーフットボール協会は「新たにラグビー競技を観戦する人たちにわかりやすく伝えるため」として、用語の変更を発表した。主なものは、ノックオン→ノックフォワード、ジャッカル→スティール、 ゴールライン→トライライン、インゴールエリア→トライゾーン/トライエリアなど。

### U23日本代表を編成
2025年1月24日、日本協会は将来の日本代表選手の育成を加速するためのプロジェクト「JAPAN TALENT SQUADプログラム2025」を発表。その一環として、U23日本代表を編成し4月にはオーストラリア遠征を行う。エディー・ジョーンズがヘッドコーチを務める。

### 新ジャージ
6月22日、男子日本代表と女子日本代表のジャージを刷新。カンタベリー製となった2003年以降としては、男子ワールドカップ開催年以外での変更は、初めてとなる。 

### テストマッチ10試合を予定
- 国内開催のテストマッチを、2024年度に11試合、2025年度に10試合、2026年度に10試合行う予定であることが、日本ラグビーフットボール協会から2023年7月9日に発表されている[10][11]。
- 2024年から2027年まで、オールブラックス、マオリ・オールブラックス、All Blacks XVと、日本で定期的な対戦を行う[12][12]。
- 2024年から2029年まで、ワラビーズ（オーストラリア代表）およびオーストラリアA代表との日本での定期的な対戦を行う[13]。

## 2025年の対戦
| 日付                                   | 開始時間                               | 対戦                                                                         | 結果                                                                         | 会場                                                                                   | 特記事項                                                                     | 備考                 |
| -------------------------------------- | -------------------------------------- | ---------------------------------------------------------------------------- | ---------------------------------------------------------------------------- | -------------------------------------------------------------------------------------- | ---------------------------------------------------------------------------- | -------------------- |
| 2024年12月21日 - 2025年5月11日         | 2024年12月21日 - 2025年5月11日         | 2024年12月21日 - 2025年5月11日                                               | ジャパンラグビーリーグワン2024-25 リーグ戦                                   | ジャパンラグビーリーグワン2024-25 リーグ戦                                             | ジャパンラグビーリーグワン2024-25 リーグ戦                                   | [ 14 ]               |
| 2025年5月16日 - 6月1日                 | 2025年5月16日 - 6月1日                 | 2025年5月16日 - 6月1日                                                       | JAPAN XV 大分合宿（大分県大分市）                                            | JAPAN XV 大分合宿（大分県大分市）                                                      | JAPAN XV 大分合宿（大分県大分市）                                            | [ 15 ]               |
| 2025年5月17日 - 18日                   | 2025年5月17日 - 18日                   | 2025年5月17日 - 18日                                                         | ジャパンラグビーリーグワン2024-25 プレーオフトーナメント 準々決勝            | ジャパンラグビーリーグワン2024-25 プレーオフトーナメント 準々決勝                      | ジャパンラグビーリーグワン2024-25 プレーオフトーナメント 準々決勝            | [ 14 ]               |
| 5月20日(火)                            | 14:00                                  | ニュージーランド学生代表(NZU) vs JAPAN XV（若手中心チーム）                  | ○ 78-28                                                                      | 別府市営実相寺多目的グラウンド（大分県別府市）                                         | ニュージーランド学生代表(NZU)遠征 第2戦                                      | [ 16 ] [ 17 ] [ 18 ] |
| 2025年5月24日 - 25日                   | 2025年5月24日 - 25日                   | 2025年5月24日 - 25日                                                         | ジャパンラグビーリーグワン2024-25 プレーオフトーナメント 準決勝              | ジャパンラグビーリーグワン2024-25 プレーオフトーナメント 準決勝                        | ジャパンラグビーリーグワン2024-25 プレーオフトーナメント 準決勝              | [ 14 ]               |
| 5月24日(土)                            | 14:00                                  | ニュージーランド学生代表(NZU) vs JAPAN XV（若手中心チーム）                  | ○ 30-21                                                                      | 大分スポーツ公園クラサスサッカー・ラグビー場Aコート（大分県大分市）                    | ニュージーランド学生代表(NZU)遠征 第3戦                                      | [ 16 ] [ 19 ] [ 20 ] |
| 5月31日(土)                            | 15:30                                  | ホンコン・チャイナ代表 vs JAPAN XV（若手中心チーム）                         | ○ 64-12                                                                      | 別府市営実相寺多目的グラウンド（大分県別府市）                                         | トレーニングマッチ                                                           | [ 21 ] [ 22 ] [ 23 ] |
| 2025年6月1日                           | 2025年6月1日                           | ジャパンラグビーリーグワン2024-25 プレーオフトーナメント 決勝                | ジャパンラグビーリーグワン2024-25 プレーオフトーナメント 決勝                | ジャパンラグビーリーグワン2024-25 プレーオフトーナメント 決勝                          | ジャパンラグビーリーグワン2024-25 プレーオフトーナメント 決勝                | [ 14 ]               |
| 2025年6月4日 - 11日                    | 2025年6月4日 - 11日                    | 15人制男子トレーニングスコッド(JAPAN XV) 菅平合宿（長野県上田市）            | 15人制男子トレーニングスコッド(JAPAN XV) 菅平合宿（長野県上田市）            | 15人制男子トレーニングスコッド(JAPAN XV) 菅平合宿（長野県上田市）                      | 15人制男子トレーニングスコッド(JAPAN XV) 菅平合宿（長野県上田市）            | [ 24 ]               |
| 2025年6月16日 - 28日                   | 2025年6月16日 - 28日                   | 日本代表/JAPAN XV 宮崎合宿（宮崎県屋外型トレーニングセンター、宮崎県宮崎市） | 日本代表/JAPAN XV 宮崎合宿（宮崎県屋外型トレーニングセンター、宮崎県宮崎市） | 日本代表/JAPAN XV 宮崎合宿（宮崎県屋外型トレーニングセンター、宮崎県宮崎市）           | 日本代表/JAPAN XV 宮崎合宿（宮崎県屋外型トレーニングセンター、宮崎県宮崎市） | [ 25 ]               |
| 6月28日(土)                            | 18:00                                  | マオリ・オールブラックス vs JAPAN XV                                         | ● 20-53                                                                      | 秩父宮ラグビー場, (東京都港区)                                                         | リポビタンDチャレンジカップ2025                                              | [ 26 ] [ 27 ]        |
| 2025年6月29日 -                        | 2025年6月29日 -                        | 日本代表 宮崎合宿（宮崎県屋外型トレーニングセンター、宮崎県宮崎市）          | 日本代表 宮崎合宿（宮崎県屋外型トレーニングセンター、宮崎県宮崎市）          | 日本代表 宮崎合宿（宮崎県屋外型トレーニングセンター、宮崎県宮崎市）                    | 日本代表 宮崎合宿（宮崎県屋外型トレーニングセンター、宮崎県宮崎市）          | [ 28 ]               |
| 7月5日(土)                             | 14:00                                  | ウェールズ代表 vs 日本代表                                                   | ○ 24-19                                                                      | ミクニワールドスタジアム北九州, (福岡県北九州市小倉北区)                               | リポビタンDチャレンジカップ2025                                              | [ 26 ] [ 27 ] [ 29 ] |
| 7月12日(土)                            | 14:50                                  | ウェールズ代表 vs 日本代表                                                   | ● 22-31                                                                      | ノエビアスタジアム神戸, (兵庫県神戸市兵庫区)                                           | リポビタンDチャレンジカップ2025                                              | [ 30 ] [ 31 ] [ 32 ] |
| 2025年8月15日 - 17日                   | 2025年8月15日 - 17日                   | FW選手：日本代表 東京合宿（トヨタ自動車 府中スポーツセンター、東京都府中市） | FW選手：日本代表 東京合宿（トヨタ自動車 府中スポーツセンター、東京都府中市） | FW選手：日本代表 東京合宿（トヨタ自動車 府中スポーツセンター、東京都府中市）           | FW選手：日本代表 東京合宿（トヨタ自動車 府中スポーツセンター、東京都府中市） | [ 33 ]               |
| 2025年8月15日 - 17日                   | 2025年8月15日 - 17日                   | BK選手：日本代表 宮崎合宿（宮崎県屋外型トレーニングセンター、宮崎県宮崎市）  | BK選手：日本代表 宮崎合宿（宮崎県屋外型トレーニングセンター、宮崎県宮崎市）  | BK選手：日本代表 宮崎合宿（宮崎県屋外型トレーニングセンター、宮崎県宮崎市）            | BK選手：日本代表 宮崎合宿（宮崎県屋外型トレーニングセンター、宮崎県宮崎市）  | [ 33 ]               |
| 2025年8月17日 -                        | 2025年8月17日 -                        | 日本代表 宮崎合宿（宮崎県屋外型トレーニングセンター、宮崎県宮崎市）          | 日本代表 宮崎合宿（宮崎県屋外型トレーニングセンター、宮崎県宮崎市）          | 日本代表 宮崎合宿（宮崎県屋外型トレーニングセンター、宮崎県宮崎市）                    | 日本代表 宮崎合宿（宮崎県屋外型トレーニングセンター、宮崎県宮崎市）          | [ 33 ]               |
| 8月30日(土)                            | 17:00                                  | パシフィックネーションズカップ2025 カナダ代表 vs 日本代表                    |                                                                              | ユアテックスタジアム仙台, (宮城県仙台市泉区)                                           | プール戦                                                                     | [ 34 ] [ 35 ]        |
| 9月5日(金)                             | 18:00 PDT 日本時間6日10:00             | パシフィックネーションズカップ2025 アメリカ合衆国代表 vs 日本代表            |                                                                              | ハート・ヘルス・パーク（アメリカ合衆国、カリフォルニア州サクラメント）                 | プール戦                                                                     | [ 34 ] [ 36 ]        |
| 9月13日(土)                            |                                        | パシフィックネーションズカップ2025準決勝                                     |                                                                              | ディックス・スポーティング・グッズ・パーク（アメリカ合衆国、コロラド州コマースシティ） | ファイナルシリーズ（決勝トーナメント）                                       | [ 34 ] [ 36 ]        |
| 9月20日(土)                            |                                        | パシフィックネーションズカップ2025決勝 または3位決定戦                       |                                                                              | アメリカ・ファースト・フィールド（アメリカ合衆国、ユタ州サンディ）                     | ファイナルシリーズ（決勝トーナメント）                                       | [ 34 ] [ 36 ]        |
| 10月18日(土)                           | 13:00                                  | オーストラリアA代表 vs JAPAN XV                                              |                                                                              | ヨドコウ桜スタジアム, (大阪府大阪市東住吉区)                                           |                                                                              | [ 37 ]               |
| 10月25日(土)                           |                                        | オーストラリア代表 vs 日本代表                                               |                                                                              | 国立競技場, (東京都新宿区)                                                             | リポビタンDチャレンジカップ2025                                              | [ 26 ] [ 27 ]        |
| 11月1日(土)16:10 日本時間2日1:10       | 11月1日(土)16:10 日本時間2日1:10       | 南アフリカ共和国代表 vs 日本代表                                             |                                                                              | ウェンブリー・スタジアム（イングランド、ロンドン）                                     | リポビタンDツアー2025                                                        | [ 38 ] [ 39 ]        |
| 11月8日(土)12:40 日本時間21:40         | 11月8日(土)12:40 日本時間21:40         | アイルランド代表 vs 日本代表                                                 |                                                                              | アビバ・スタジアム（アイルランド、ダブリン）                                           | リポビタンDツアー2025 オータム・ネーションズ・シリーズ2025                   | [ 40 ] [ 41 ] [ 42 ] |
| 11月15日(土)17:40 日本時間16日(日)2:40 | 11月15日(土)17:40 日本時間16日(日)2:40 | ウェールズ代表 vs 日本代表                                                   |                                                                              | プリンシパリティ・スタジアム（ウェールズ、カーディフ）                                 | リポビタンDツアー2025 オータム・ネーションズ・シリーズ2025                   | [ 40 ] [ 41 ] [ 42 ] |
| 11月22日(土)                           | 11月22日(土)                           | ジョージア代表 vs 日本代表                                                   |                                                                              | ジョージア                                                                             | リポビタンDツアー2025                                                        | [ 42 ]               |

## 対戦詳細
リポビタンDチャレンジカップ2025
| 2025年6月28日(土) 18:00 JST (UTC+9) | JAPAN XV                                                                   | 20-53 17-前半-15           | マオリ・オールブラックス | 秩父宮ラグビー場 (東京都港区) 観客数: 19,792人 レフリー: カール・ディクソン（イングランド） |
| 2025年6月28日(土) 18:00 JST (UTC+9) | T: 植田和磨 9', 32' G: サム・グリーン 10', 33' PG: サム・グリーン 20', 50' | タイムライン 選手一覧 報道 | T: コール・フォーブス 23' ギデオン・ランプリング カート・エクランド 35' ラクラン・マックワンネル 43' ザーン・サリバン 52' サム・ノック 59' ジェローム・ブラウン 66' ケマラ・ハイティパラパラ 72' ケイレブ・トラスク 81' G: リヴェス・レイハナ 44', 53', 60', 67' | 秩父宮ラグビー場 (東京都港区) 観客数: 19,792人 レフリー: カール・ディクソン（イングランド） |

リポビタンDチャレンジカップ2025 ウェールズ来日 第1戦
| 2025年7月5日 14:00 JST (UTC+9) | 日本                                                                                         | 24-19 7-前半-19                       | ウェールズ                                                               | ミクニワールドスタジアム北九州, 福岡県北九州市小倉北区 観客数: 13,487人 レフリー: ダミアン・シュナイダー (アルゼンチン) |
| 2025年7月5日 14:00 JST (UTC+9) | T: 松永拓朗 16' 中楠一期 59' ハラトア・ヴァイレア 70' G: 李承信 17', 60', 71' PG: 李承信 64' | タイムライン 選手一覧 結果配信表 報道 | T: ベン・トーマス 4' トム・ロジャース 22' G: サム・コステロウ 5' PT: 20' | ミクニワールドスタジアム北九州, 福岡県北九州市小倉北区 観客数: 13,487人 レフリー: ダミアン・シュナイダー (アルゼンチン) |

- 日本のワールドラグビーランキングは、ウェールズより2つ上[43]（順位：日本13→12位、ウェールズ12→14位）となった。
- 日本がウェールズに勝利するのは、2013年6月15日ウェールズ来日第2戦（秩父宮）[44]以来、12年ぶり。
- 日本がティア1に勝利するのは、ワールドカップ2019プール戦最終のスコットランド戦（28-21）[45]以来。
- 日本のテストマッチ勝利は、2024年11月16日ウルグアイ代表戦[46]以来、2試合ぶり。
- ウェールズはテストマッチ18連敗（21か月連敗）となった[47][43]。

リポビタンDチャレンジカップ2025 ウェールズ来日 第2戦
| 2025年7月12日(土) 14:50 JST (UTC+9) | 日本                                                                                                | 22-31 10-前半-21                      | ウェールズ | ノエビアスタジアム神戸, (兵庫県神戸市兵庫区) 観客数: 25,074人 レフリー: ルーク・ピアース（イングランド） |
| 2025年7月12日(土) 14:50 JST (UTC+9) | T: 竹内柊平 40' ワーナー・ディアンズ 59' ディラン・ライリー 62' G: 李承信 40+1', 63' PG: 李承信 24' | タイムライン 選手一覧 結果配信表 報道 | T: ジョシュ・アダムス 9' キーラン・ハーディ 28', 36' ダン・エドワーズ 75' G: ダン・エドワーズ 10', 29', 37', 76' PG: ダン・エドワーズ 49' | ノエビアスタジアム神戸, (兵庫県神戸市兵庫区) 観客数: 25,074人 レフリー: ルーク・ピアース（イングランド） |

- ウェールズは、2023年10月7日ジョージア戦（ワールドカップ2023）での勝利以来、テストマッチ18連敗だったが、その記録がストップした[32]。
- ホームで負けた日本は、ワールドラグビーランキングがウェールズと入れ替わった（順位：日本12→14位、ウェールズ14→12位）。

パシフィックネーションズカップ2025 プール戦
| 2025年8月30日(土) 17:00 JST (UTC+9) | 日本 | v | カナダ | ユアテックスタジアム仙台, (宮城県仙台市泉区) レフリー: ポール・ウィリアムズ（ニュージーランド） |
| 2025年8月30日(土) 17:00 JST (UTC+9) |      |   |        | ユアテックスタジアム仙台, (宮城県仙台市泉区) レフリー: ポール・ウィリアムズ（ニュージーランド） |

パシフィックネーションズカップ2025 プール戦
| 2025年9月5日(金) 18:05 PDT (UTC-7) 6日10:05 JST | アメリカ合衆国 | v | 日本 | ハート・ヘルス・パーク（アメリカ合衆国、カリフォルニア州サクラメント） レフリー: クレイグ・エバンス（イングランド） |
| 2025年9月5日(金) 18:05 PDT (UTC-7) 6日10:05 JST |                |   |      | ハート・ヘルス・パーク（アメリカ合衆国、カリフォルニア州サクラメント） レフリー: クレイグ・エバンス（イングランド） |

パシフィックネーションズカップ2025 準決勝
| 2025年9月13日(土) MDT (UTC-6) |  | v | 日本 | ディックス・スポーティング・グッズ・パーク（アメリカ合衆国、コロラド州コマースシティ） |
| 2025年9月13日(土) MDT (UTC-6) |  |   |      | ディックス・スポーティング・グッズ・パーク（アメリカ合衆国、コロラド州コマースシティ） |

パシフィックネーションズカップ2025 決勝
| 2025年9月20日(土) MDT (UTC-6) |  | v | 日本 | アメリカ・ファースト・フィールド（アメリカ合衆国、ユタ州サンディ） |
| 2025年9月20日(土) MDT (UTC-6) |  |   |      | アメリカ・ファースト・フィールド（アメリカ合衆国、ユタ州サンディ） |

| 2025年10月18日(土) 13:00 JST (UTC+9) | JAPAN XV | v | オーストラリアA代表 | ヨドコウ桜スタジアム (大阪府大阪市東住吉区) |
| 2025年10月18日(土) 13:00 JST (UTC+9) |          |   |                     | ヨドコウ桜スタジアム (大阪府大阪市東住吉区) |

リポビタンDチャレンジカップ2025
| 2025年10月25日(土) JST (UTC+9) | 日本 | v | オーストラリア | 国立競技場, (東京都新宿区) |
| 2025年10月25日(土) JST (UTC+9) |      |   |                | 国立競技場, (東京都新宿区) |

リポビタンDツアー2025
| 2025年11月1日(土) 16:10GMT (UTC+0) 日本時間2日1:10 | 南アフリカ共和国 | v | 日本 | ウェンブリー・スタジアム（イングランド、ロンドン） |
| 2025年11月1日(土) 16:10GMT (UTC+0) 日本時間2日1:10 |                  |   |      | ウェンブリー・スタジアム（イングランド、ロンドン） |

リポビタンDツアー2025
| 2025年11月8日(土) 12:40GMT (UTC+0) 日本時間21:40 | アイルランド | v | 日本 | アビバ・スタジアム（アイルランド、ダブリン） |
| 2025年11月8日(土) 12:40GMT (UTC+0) 日本時間21:40 |              |   |      | アビバ・スタジアム（アイルランド、ダブリン） |

リポビタンDツアー2025
| 2025年11月15日(土) 17:40GMT (UTC+0) 日本時間16日2:40 | ウェールズ | v | 日本 | プリンシパリティ・スタジアム（ウェールズ、カーディフ） |
| 2025年11月15日(土) 17:40GMT (UTC+0) 日本時間16日2:40 |            |   |      | プリンシパリティ・スタジアム（ウェールズ、カーディフ） |

リポビタンDツアー2025
| 2025年11月22日(土) GET (UTC+4) | ジョージア | v | 日本 | （ジョージア） |
| 2025年11月22日(土) GET (UTC+4) |            |   |      | （ジョージア） |

## 世界ランキング
2025年における 日本代表ワールドラグビーランキングの変動。
| ランキング日付     | 順位      | 順位が変動した理由                                                                 |
| ------------------ | --------- | ---------------------------------------------------------------------------------- |
| 2024年11月18日から | 14位→13位 | 2024年11月16日、19位ウルグアイに勝利。秋遠征を行わなかった13位サモアと入れ替わる。 |
| 2025年7月7日から   | 13位→12位 | 2025年7月5日、12位ウェールズに勝利。ウェールズは14位になる。                       |
| 2025年7月14日から  | 12位→14位 | 2025年7月12日、14位ウェールズにホームで敗れる。ウェールズは12位に戻る。            |

## 2025年の日本代表選手

### 7月まで
2025年7月10日現在。▲は追加招集、▼は離脱。「背番号（取り消し線）」は、出場機会なし。
- 菅平合宿は、 マオリ・オールブラックス戦への選出対象選手が対象。
- 宮崎合宿は、6月28日までJAPAN XVおよび日本代表の合宿として行われ、6月29日からは日本代表合宿となる[58]。

| ポジション | 氏名                       | JAPAN XVとして ＮＺＵ戦・香港戦に出場 | JAPAN XV 菅平合宿 6/4 - 6/11 | 日本代表 宮崎合宿 6/16 - 6/28 | JAPAN XV マオリ・オールブラックス戦 6/28 | 日本代表 宮崎合宿 6/29 - | 日本代表 ウェールズ戦１ 7/5 | 日本代表 ウェールズ戦２ 7/12 | 所属チーム   | 身長 cm | 体重 kg | 生年月日（年齢）       | ウェールズ戦 前のキャップ数  | ウェールズ戦 後のキャップ数  |
| ---------- | -------------------------- | ------------------------------------- | ---------------------------- | ----------------------------- | ---------------------------------------- | ------------------------ | --------------------------- | ---------------------------- | ------------ | ------- | ------- | ---------------------- | ---------------------------- | ---------------------------- |
| PR1        | 岡部崇人                   |                                       | ▲                            |                               |                                          |                          |                             |                              | 横浜E        | 180     | 105     | 1995年2月19日（30歳）  | 8                            | 8                            |
| PR1        | 紙森陽太                   |                                       |                              | ●                             |                                          | ●                        | 1                           | 1                            | S東京ベイ    | 172     | 105     | 1999年4月26日（26歳）  | 0                            | 2                            |
| PR1        | 木村星南                   |                                       |                              | ●                             | 17                                       | ●                        | 17                          | 17                           | BL東京       | 175     | 105     | 1999年6月24日（26歳）  | 0                            | 1                            |
| PR1        | 小林賢太                   |                                       | ●                            | ●                             | 1                                        | ●                        |                             |                              | 東京SG       | 181     | 113     | 1999年6月2日（26歳）   | 0                            | 0                            |
| PR1        | 津村大志                   | ★                                     | ●                            | ▲                             |                                          |                          |                             |                              | BR東京       | 173     | 108     | 2001年4月30日（24歳）  | 0                            | 0                            |
| HO         | 江良颯                     |                                       |                              | ●                             | 2                                        | ●                        | 16                          | 16                           | S東京ベイ    | 172     | 106     | 2001年9月18日（23歳）  | 0                            | 1                            |
| HO         | 佐川奨茉                   | ★                                     | ●                            |                               |                                          |                          |                             |                              | 相模原DB     | 180     | 103     | 2002年1月20日（23歳）  | 0                            | 0                            |
| HO         | 佐藤健次                   |                                       |                              | ●                             | 16                                       | ●                        |                             |                              | 埼玉WK       | 177     | 108     | 2003年1月4日（22歳）   | 0                            | 0                            |
| HO         | 原田衛                     |                                       |                              | ●                             |                                          | ●                        | 2                           | 2                            | 元・BL東京   | 175     | 101     | 1999年4月15日（26歳）  | 10                           | 12                           |
| HO         | 平生翔大                   | ★                                     | ●                            |                               |                                          |                          |                             |                              | 東京SG       | 174     | 103     | 2002年10月11日（22歳） | 0                            | 0                            |
| HO         | 安恒直人                   |                                       | ●                            |                               |                                          |                          |                             |                              | 相模原DB     | 171     | 98      | 2003年2月5日（22歳）   | 0                            | 0                            |
| PR3        | 祝原涼介                   |                                       | ●                            |                               |                                          |                          |                             |                              | 横浜E        | 184     | 115     | 1996年10月6日（28歳）  | 0                            | 0                            |
| PR3        | 木原三四郎                 | ★                                     | ●                            | ●                             | 18                                       | ●                        |                             |                              | 東京SG       | 181     | 108     | 2003年1月20日（22歳）  | 0                            | 0                            |
| PR3        | 竹内柊平                   |                                       | ●                            | ●                             | 3                                        | ●                        | 3                           | 18                           | 元・浦安DR   | 183     | 115     | 1997年12月9日（27歳）  | 13                           | 15                           |
| PR3        | 為房慶次朗                 |                                       |                              | ●                             |                                          | ●                        | 18                          | 3                            | S東京ベイ    | 180     | 108     | 2001年9月3日（23歳）   | 10                           | 11                           |
| LO         | エピネリ・ウルイヴァイティ | ★                                     | ▲時期不明                    | ●                             | 4                                        | ●                        | 4                           | 4                            | 相模原DB     | 196     | 122     | 1996年7月7日（29歳）   | 6                            | 8                            |
| LO         | 本橋拓馬                   |                                       | ●                            |                               |                                          |                          |                             |                              | 神戸S        | 193     | 116     | 2002年4月30日（23歳）  | 0                            | 0                            |
| LO         | 山本秀                     | ★                                     | ●                            | ▲6/22追加                     | 19                                       |                          |                             |                              | BR東京       | 190     | 96      | 1999年6月1日（26歳）   | 0                            | 0                            |
| LO         | 吉田杏                     | ★                                     | ●                            |                               |                                          |                          |                             |                              | 相模原DB     | 188     | 108     | 1995年6月30日（30歳）  | 0                            | 0                            |
| LO         | ワイサケ・ララトゥブア     |                                       |                              | ●                             | 5                                        | ●                        | 19                          | 19                           | 神戸S        | 193     | 120     | 1998年3月17日（27歳）  | 0                            | 2                            |
| LO         | ワーナー・ディアンズ       |                                       |                              | ●                             |                                          | ●                        | 5                           | 5                            | BL東京       | 201     | 117     | 2002年4月11日（23歳）  | 21                           | 23                           |
| FL/NO8     | リーチマイケル             |                                       |                              | ●                             |                                          | ●                        | 6                           | 6                            | BL東京       | 189     | 113     | 1988年10月7日（36歳）  | 87                           | 89                           |
| FL         | 青木恵斗                   | ★                                     | ●                            | ▲6/22追加                     | 8                                        |                          |                             |                              | トヨタV      | 187     | 110     | 2002年6月14日（23歳）  | 0                            | 0                            |
| FL/NO8     | 奥井章仁                   | ★                                     | ●                            | ●                             |                                          | ●                        |                             |                              | トヨタV      | 178     | 105     | 2001年9月17日（23歳）  | 0                            | 0                            |
| FL/NO8     | ベン・ガンター             |                                       |                              | ●                             |                                          | ●                        | 20                          | 20                           | 埼玉WK       | 195     | 120     | 1997年10月24日（27歳） | 9                            | 11                           |
| FL/NO8     | ジャック・コーネルセン     |                                       |                              | ●                             |                                          | ●                        | 7                           | 7                            | 埼玉WK       | 195     | 110     | 1994年10月13日（30歳） | 20                           | 22                           |
| FL/NO8     | 下川甲嗣                   |                                       | ●                            | ●                             | 7                                        | ▼7/1                     |                             |                              | 東京SG       | 188     | 105     | 1999年1月17日（26歳）  | 14                           | 14                           |
| FL/NO8     | ヴェティ・トゥポウ         |                                       | ●                            | ●                             | 6                                        | ●                        |                             |                              | 静岡BR       | 190     | 121     | 2000年4月2日（25歳）   | 0                            | 0                            |
| FL         | 中谷陸人                   | ★                                     | ●                            |                               |                                          |                          |                             |                              | 同志社大学   | 180     | 102     | 2005年4月15日（20歳）  | 0                            | 0                            |
| NO8        | 木戸大士郎                 |                                       | ●                            | ▲6/22追加                     | 20                                       | ●                        |                             |                              | BL東京       | 186     | 103     | 2002年7月26日（23歳）  | 0                            | 0                            |
| NO8/FL     | マキシ ファウルア          |                                       |                              | ●                             |                                          | ●                        |                             | 8                            | S東京ベイ    | 187     | 112     | 1997年1月20日（28歳）  | 15                           | 16                           |
| FL/NO8     | ファカタヴァアマト         |                                       | ●                            | ●                             |                                          | ●                        | 8                           |                              | BR東京       | 195     | 118     | 1994年12月7日（30歳）  | 13                           | 14                           |
| SH         | 北村瞬太郎                 |                                       | ●                            | ▲6/18追加                     | 21                                       | ●                        | 21                          |                              | 静岡BR       | 168     | 77      | 2002年3月28日（23歳）  | 0                            | 1                            |
| SH         | 齋藤直人                   |                                       |                              |                               |                                          | ●7/1～                   |                             | 9                            | トゥールーズ | 165     | 73      | 1997年8月26日（27歳）  | 24                           | 25                           |
| SH         | 土永旭                     | ★                                     | ●                            | ▲6/18追加                     |                                          | ▼7/7                     |                             |                              | 横浜E        | 170     | 73      | 2003年1月9日（22歳）   | 0                            | 0                            |
| SH         | 福田健太                   |                                       | ●                            | ●                             | 9                                        | ▼7/1                     |                             |                              | 東京SG       | 173     | 83      | 1996年12月19日（28歳） | 1                            | 1                            |
| SH         | 藤原忍                     |                                       |                              | ●                             |                                          | ●                        | 9                           | 21                           | S東京ベイ    | 171     | 76      | 1999年2月8日（26歳）   | 10                           | 12                           |
| SO         | 小村真也                   |                                       | ●                            | ▲6/22追加                     |                                          |                          |                             |                              | トヨタV      | 180     | 92      | 2002年5月28日（23歳）  | 0                            | 0                            |
| SO         | サム・グリーン             |                                       | ●                            | ●                             | 10                                       | ●                        |                             | 22                           | 静岡BR       | 178     | 85      | 1994年8月16日（31歳）  | 0                            | 1                            |
| SO         | 李承信                     |                                       |                              | ●                             |                                          | ●                        | 10                          | 10                           | 神戸S        | 176     | 86      | 2001年1月13日（24歳）  | 18                           | 20                           |
| CTB        | 岡野喬吾                   |                                       | ▲6/5から                     |                               |                                          |                          |                             |                              | 三重H        | 184     | 100     | 2001年10月31日（23歳） | 0                            | 0                            |
| CTB        | 中野将伍                   |                                       | ●                            | ●                             |                                          | ●                        | 12                          | 12                           | 東京SG       | 186     | 100     | 1997年6月11日（28歳）  | 7                            | 9                            |
| CTB        | シオサイア・フィフィタ     |                                       | ▲6/5から ▼6/9離脱            | ●                             | 13                                       | ▼7/1                     |                             |                              | トヨタV      | 187     | 105     | 1998年12月20日（26歳） | 16                           | 16                           |
| CTB        | PJ・ラトゥ                 | ★                                     | ●                            |                               |                                          |                          |                             |                              | BR東京       | 188     | 105     | 2000年10月24日（24歳） | 0                            | 0                            |
| CTB        | ディラン・ライリー         |                                       |                              | ●                             |                                          | ●                        | 13                          | 13                           | 埼玉WK       | 187     | 102     | 1997年5月2日（28歳）   | 28                           | 30                           |
| CTB        | チャーリー・ローレンス     | ★                                     | ●                            | ●                             | 12                                       | ●                        |                             |                              | 相模原DB     | 171     | 90      | 1998年5月27日（27歳）  | 0                            | 0                            |
| WTB        | 石田吉平                   |                                       | ●                            | ●                             |                                          | ●                        | 14                          | 14                           | 横浜E        | 167     | 75      | 2000年4月28日（25歳）  | 0                            | 2                            |
| WTB        | 植田和磨                   |                                       |                              | ●                             | 11                                       | ●                        |                             | 23                           | 神戸S        | 177     | 87      | 2002年12月4日（22歳）  | 0                            | 0                            |
| WTB        | マロ・ツイタマ             |                                       |                              | ●                             |                                          | ●                        | 11                          |                              | 静岡BR       | 182     | 91      | 1996年3月23日（29歳）  | 7                            | 8                            |
| WTB/FB     | メイン平                   | ★                                     | ●                            | ●                             | 14                                       |                          |                             |                              | BR東京       | 178     | 90      | 2000年9月5日（24歳）   | 1                            | 1                            |
| WTB/FB     | ハラトア・ヴァイレア       |                                       |                              | ●                             | 23                                       | ●                        | 23                          | 11                           | S東京ベイ    | 185     | 104     | 1999年2月14日（26歳）  | 0                            | 2                            |
| WTB        | 高本とむ                   | ★                                     | ●                            |                               |                                          | ▲7/7                     |                             |                              | BR東京       | 182     | 92      | 2001年10月10日（23歳） | 0                            | 0                            |
| WTB        | 竹澤正祥                   | ★                                     | ●                            |                               |                                          |                          |                             |                              | 横浜E        | 176     | 86      | 1995年5月5日（30歳）   | 0                            | 0                            |
| FB         | 伊藤耕太郎                 | ★                                     | ●                            | ▲6/22追加                     |                                          | ●                        |                             |                              | BR東京       | 177     | 86      | 2001年11月15日（23歳） | 0                            | 0                            |
| FB         | 竹之下仁吾                 | ★                                     |                              | ●                             | 15                                       | ●                        |                             |                              | 明治大学     | 180     | 86      | 2004年6月11日（21歳）  | 0                            | 0                            |
| FB/SO      | 中楠一期                   | ★                                     | ●                            | ●                             |                                          | ●                        | 22                          | 15                           | BR東京       | 174     | 84      | 2000年6月1日（25歳）   | 0                            | 2                            |
| FB/SO      | 松永拓朗                   |                                       |                              | ●                             |                                          | ▼7/7                     | 15                          |                              | BL東京       | 172     | 82      | 1998年8月13日（27歳）  | 4                            | 5                            |
| ポジション | 氏名                       | JAPAN XVとして ＮＺＵ戦・香港戦に出場 | JAPAN XV 菅平合宿 6/4 - 6/11 | 日本代表 宮崎合宿 6/16 - 6/28 | JAPAN XV マオリ・オールブラックス戦 6/28 | 日本代表 宮崎合宿 6/29 - | 日本代表 ウェールズ戦１ 7/5 | 日本代表 ウェールズ戦２ 7/12 | 所属チーム   | 身長 cm | 体重 kg | 生年月日（年齢）       | ウェールズ戦の前のキャップ数 | ウェールズ戦の後のキャップ数 |

### 8月から
2025年8月19日現在。▲は追加招集、▼は離脱。
| ポジション | 氏名                       | 東京・宮崎合宿 8/15- | ＰＮＣ カナダ戦 8/30 | アメリカ遠征メンバー | ＰＮＣ アメリカ戦 9/5 | ＰＮＣ 準決勝 9/13 | ＰＮＣ 決勝 9/20 | 所属チーム | 身長 cm | 体重 kg | 生年月日（年齢）       | カナダ戦の前のキャップ数 |
| ---------- | -------------------------- | -------------------- | -------------------- | -------------------- | --------------------- | ------------------ | ---------------- | ---------- | ------- | ------- | ---------------------- | ------------------------ |
| PR1        | 紙森陽太                   | ●                    |                      |                      |                       |                    |                  | S東京ベイ  | 172     | 105     | 1999年4月26日（26歳）  | 2                        |
| PR1        | 小林賢太                   | ●                    |                      |                      |                       |                    |                  | 東京SG     | 181     | 113     | 1999年6月2日（26歳）   | 0                        |
| PR1        | 木村星南                   | ●                    |                      |                      |                       |                    |                  | BL東京     | 175     | 105     | 1999年6月24日（26歳）  | 1                        |
| HO         | 江良颯                     | ●                    |                      |                      |                       |                    |                  | S東京ベイ  | 172     | 106     | 2001年9月18日（23歳）  | 1                        |
| HO         | 佐藤健次                   | ●                    |                      |                      |                       |                    |                  | 埼玉WK     | 177     | 108     | 2003年1月4日（22歳）   | 0                        |
| HO         | 原田衛                     | ●                    |                      |                      |                       |                    |                  | 元・BL東京 | 175     | 101     | 1999年4月15日（26歳）  | 12                       |
| PR3        | 木原三四郎                 | ●                    |                      |                      |                       |                    |                  | 東京SG     | 181     | 108     | 2003年1月20日（22歳）  | 0                        |
| PR3        | 竹内柊平                   | ●                    |                      |                      |                       |                    |                  | 東京SG     | 183     | 115     | 1997年12月9日（27歳）  | 15                       |
| PR3        | 為房慶次朗                 | ●                    |                      |                      |                       |                    |                  | S東京ベイ  | 180     | 108     | 2001年9月3日（23歳）   | 11                       |
| PR3        | 祝原涼介                   | ▲8/16                |                      |                      |                       |                    |                  | 横浜E      | 184     | 115     | 1996年10月6日（28歳）  | 0                        |
| LO         | 伊藤鐘平                   | ●                    |                      |                      |                       |                    |                  | BL東京     | 190     | 115     | 1997年5月1日（28歳）   | 0                        |
| LO         | エピネリ・ウルイヴァイティ | ▼8/19                |                      |                      |                       |                    |                  | 相模原DB   | 196     | 122     | 1996年7月7日（29歳）   | 8                        |
| LO         | ワイサケ・ララトゥブア     | ●                    |                      |                      |                       |                    |                  | 神戸S      | 193     | 120     | 1998年3月17日（27歳）  | 2                        |
| LO         | ワーナー・ディアンズ       | ●                    |                      |                      |                       |                    |                  | BL東京     | 201     | 117     | 2002年4月11日（23歳）  | 23                       |
| LO/FL      | 山本秀                     | ●                    |                      |                      |                       |                    |                  | BR東京     | 190     | 96      | 1999年6月1日（26歳）   | 0                        |
| FL/NO8     | 奥井章仁                   | ●                    |                      |                      |                       |                    |                  | トヨタV    | 178     | 105     | 2001年9月17日（23歳）  | 0                        |
| FL/NO8     | ベン・ガンター             | ●                    |                      |                      |                       |                    |                  | 埼玉WK     | 195     | 120     | 1997年10月24日（27歳） | 11                       |
| FL/NO8     | サウマキアマナキ           | ●                    |                      |                      |                       |                    |                  | 横浜E      | 189     | 107     | 1997年3月8日（28歳）   | 5                        |
| FL/NO8     | ジャック・コーネルセン     | ●                    |                      |                      |                       |                    |                  | 埼玉WK     | 195     | 110     | 1994年10月13日（30歳） | 22                       |
| FL/NO8     | 下川甲嗣                   | ●                    |                      |                      |                       |                    |                  | 東京SG     | 188     | 105     | 1999年1月17日（26歳）  | 14                       |
| FL/NO8     | ティエナン・コストリー     | ●                    |                      |                      |                       |                    |                  | 神戸S      | 192     | 102     | 2000年6月14日（25歳）  | 6                        |
| FL/NO8     | ファカタヴァアマト         | ●                    |                      |                      |                       |                    |                  | BR東京     | 195     | 118     | 1994年12月7日（30歳）  | 14                       |
| FL/NO8     | マキシ ファウルア          | ●                    |                      |                      |                       |                    |                  | S東京ベイ  | 187     | 112     | 1997年1月20日（28歳）  | 16                       |
| SH         | 北村瞬太郎                 | ●                    |                      |                      |                       |                    |                  | 静岡BR     | 168     | 77      | 2002年3月28日（23歳）  | 1                        |
| SH         | 福田健太                   | ●                    |                      |                      |                       |                    |                  | 東京SG     | 173     | 83      | 1996年12月19日（28歳） | 1                        |
| SH         | 藤原忍                     | ●                    |                      |                      |                       |                    |                  | S東京ベイ  | 171     | 76      | 1999年2月8日（26歳）   | 12                       |
| SO/FB      | 中楠一期                   | ●                    |                      |                      |                       |                    |                  | BR東京     | 174     | 84      | 2000年6月1日（25歳）   | 2                        |
| SO         | 李承信                     | ●                    |                      |                      |                       |                    |                  | 神戸S      | 176     | 86      | 2001年1月13日（24歳）  | 20                       |
| CTB        | 池田悠希                   | ▼8/14                |                      |                      |                       |                    |                  | BR東京     | 187     | 100     | 1995年5月21日（30歳）  | 0                        |
| CTB        | 中野将伍                   | ●                    |                      |                      |                       |                    |                  | 東京SG     | 186     | 100     | 1997年6月11日（28歳）  | 9                        |
| CTB        | シオサイア・フィフィタ     | ▼8/17                |                      |                      |                       |                    |                  | トヨタV    | 187     | 105     | 1998年12月20日（26歳） | 16                       |
| CTB        | ディラン・ライリー         | ●                    |                      |                      |                       |                    |                  | 埼玉WK     | 187     | 102     | 1997年5月2日（28歳）   | 30                       |
| CTB        | チャーリー・ローレンス     | ▲8/14                |                      |                      |                       |                    |                  | 相模原DB   | 171     | 90      | 1998年5月27日（27歳）  | 0                        |
| CTB        | 廣瀬雄也                   | ▲8/17                |                      |                      |                       |                    |                  | S東京ベイ  | 182     | 94      | 2001年4月7日（24歳）   | 0                        |
| WTB        | 石田吉平                   | ●                    |                      |                      |                       |                    |                  | 横浜E      | 167     | 75      | 2000年4月28日（25歳）  | 2                        |
| CTB        | 長田智希                   | ●                    |                      |                      |                       |                    |                  | 三重H      | 179     | 90      | 1999年11月25日（25歳） | 17                       |
| WTB        | 木田晴斗                   | ●                    |                      |                      |                       |                    |                  | S東京ベイ  | 176     | 90      | 1999年4月9日（26歳）   | 0                        |
| WTB        | マロ・ツイタマ             | ●                    |                      |                      |                       |                    |                  | 静岡BR     | 182     | 91      | 1996年3月23日（29歳）  | 8                        |
| SO         | サム・グリーン             | ●                    |                      |                      |                       |                    |                  | 静岡BR     | 178     | 85      | 1994年8月16日（31歳）  | 1                        |
| FB         | 竹之下仁吾                 | ●                    |                      |                      |                       |                    |                  | 明治大学   | 180     | 86      | 2004年6月11日（21歳）  | 0                        |
| ポジション | 氏名                       | 東京・宮崎合宿 8/15- | ＰＮＣ カナダ戦 9/5  | アメリカ遠征メンバー | ＰＮＣ アメリカ戦 9/5 | ＰＮＣ 準決勝 9/13 | ＰＮＣ 決勝 9/20 | 所属チーム | 身長    | 体重    | 生年月日（年齢）       | カナダ戦の前のキャップ数 |

## スタッフ

### JAPAN XV / 日本代表 合宿スタッフ
2025年6月2日、15人制男子日本代表チームマネージャーに松下忠樹が就任。2024-25シーズンでは、クボタスピアーズ船橋・東京ベイの「チームマネージャー/採用」を担当した。
2025年8月12日現在
| 役職                                              | 氏名                         | JAPAN XV 大分合宿 5/16-6/1 | JAPAN XV 菅平合宿 6/4-6/11 | 日本代表 宮崎合宿 6/16- | 日本代表 東京・宮崎合宿 8/15- | 所属                         | 備考 |
| ------------------------------------------------- | ---------------------------- | -------------------------- | -------------------------- | ----------------------- | ----------------------------- | ---------------------------- | ---- |
| チームディレクター                                | 永友洋司                     | ●                          | ●                          | ●                       | ●                             | 日本ラグビーフットボール協会 |      |
| ヘッドコーチ                                      | エディー・ジョーンズ         | ●                          | ●                          | ●                       | ●                             | 日本ラグビーフットボール協会 |      |
| コーチングコーディネーター                        | 麻田一平                     | ●                          |                            |                         |                               | 日本ラグビーフットボール協会 |      |
| コーチングコーディネーター                        | ニール・ハットリ―            |                            | ●                          | ●                       | ●                             | 日本ラグビーフットボール協会 |      |
| アシスタントコーチ                                | ニール・ハットリ―            | ●                          |                            |                         |                               | 日本ラグビーフットボール協会 |      |
| アシスタントコーチ                                | オーウェン・フランクス       |                            |                            | ●                       | ●                             | 日本ラグビーフットボール協会 |      |
| アシスタントコーチ                                | ダン・ボーデン               |                            | ●                          | ●                       | ●                             | 日本ラグビーフットボール協会 |      |
| アシスタントコーチ                                | 伊藤鐘史                     |                            | ●                          | ●                       | ●                             | 日本ラグビーフットボール協会 |      |
| アシスタントコーチ                                | ギャリー・ゴールド           |                            |                            |                         | ●                             | 日本ラグビーフットボール協会 |      |
| アシスタントコーチ                                | 麻田一平                     |                            | ●                          | ●                       |                               | 日本ラグビーフットボール協会 |      |
| アシスタントコーチ                                | ピアーズ・フランシス         |                            |                            | ● 7/3まで               |                               | クリタウォーターガッシュ昭島 |      |
| テクニカルアドバイザー                            | ヴィクター・マットフィールド |                            |                            | ● 6/30まで              |                               | 日本ラグビーフットボール協会 |      |
| サポートコーチ                                    | ジョン・プライヤー           | ●                          |                            |                         |                               | 日本ラグビーフットボール協会 |      |
| ハイパフォーマンスコーディネーター                | ジョン・プライヤー           |                            | ●                          | ●                       | ●                             | 日本ラグビーフットボール協会 |      |
| ヘッドストレングス＆コンディショニング(S&C)コーチ | 太田千尋                     | ●                          | ●                          | ●                       | ●                             | 日本ラグビーフットボール協会 |      |
| アシスタントS&Cコーチ                             | 新田博昭                     |                            | ●                          | ●                       | ●                             | 日本ラグビーフットボール協会 |      |
| アシスタントS&Cコーチ                             | 岩田駿亮                     | ●                          | ●                          | ●                       | ●                             | 日本ラグビーフットボール協会 |      |
| ヘッドアナリスト                                  | 須藤惇                       | ●                          | ●                          | ●                       | ●                             | 日本ラグビーフットボール協会 |      |
| アシスタントアナリスト                            | 村上健一                     | ●                          | ●                          | ●                       | ●                             | 日本ラグビーフットボール協会 |      |
| メディカルディレクター                            | 高澤祐治                     | ●                          |                            | ●                       | ●                             | 順天堂大学                   |      |
| チームドクター                                    | 高橋完靖                     |                            |                            | ●                       | ●                             | 甲南医療センター             |      |
| チームドクター                                    | 草場洋平                     | ●                          | ●                          | ●                       | ●                             | 横浜市立大学附属病院         |      |
| アスレティックトレーニングディレクター            | 久々知修平                   |                            |                            |                         | ●                             | 日本ラグビーフットボール協会 |      |
| アスレティックトレーナー                          | 久々知修平                   | ●                          |                            |                         |                               | 日本ラグビーフットボール協会 |      |
| ヘッドアスレティックトレーナー                    | 大岡茂                       |                            |                            | ●                       | ●                             | 日本ラグビーフットボール協会 |      |
| アスレティックトレーナー                          | 大岡茂                       | ●                          | ●                          |                         | ●                             | 日本ラグビーフットボール協会 |      |
| ヘッドアスレティックトレーナー                    | 萩原章雄                     | ●                          | ●                          |                         | ●                             | ナズー                       |      |
| アスレティックトレーナー                          | 萩原章雄                     |                            |                            | ●                       |                               | ナズー                       |      |
| アスレティックトレーナー                          | 櫛田慎一                     | ●                          | ●                          | ●                       | ●                             | 日本ラグビーフットボール協会 |      |
| マッサージセラピスト                              | 伊藤徹                       |                            |                            |                         | ●                             | フリーランス                 |      |
| メンタルコーチ                                    | 荒木香織                     |                            |                            | ●                       | ●                             | 日本ラグビーフットボール協会 |      |
| チームマネージャー                                | 松永武仁                     | ●                          |                            |                         |                               | 日本ラグビーフットボール協会 |      |
| チームマネージャー                                | 松下忠樹                     |                            |                            | ●                       | ●                             | 日本ラグビーフットボール協会 |      |
| アシスタントマネージャー                          | 林優子                       | ●                          |                            | ●                       | ●                             | 日本ラグビーフットボール協会 |      |
| チームマネージャー                                | 林優子                       |                            | ●                          |                         |                               | 日本ラグビーフットボール協会 |      |
| アシスタントマネージャー                          | 松永 武仁                    |                            | ●                          | ●6/20まで               |                               | 日本ラグビーフットボール協会 |      |
| 通訳・アシスタントマネージャー                    | 金子将也                     |                            |                            |                         | ●                             | 日本ラグビーフットボール協会 |      |
| アシスタントマネージャー                          | 金子将也                     | ●                          | ●                          |                         |                               | 日本ラグビーフットボール協会 |      |
| アシスタントスタッフ                              | 金子将也                     |                            |                            | ●                       |                               | 日本ラグビーフットボール協会 |      |
| アシスタントマネージャー                          | 豊田アレキサンダー           |                            |                            |                         | ●                             | 日本ラグビーフットボール協会 |      |
| アシスタント通訳                                  | 豊田アレキサンダー           |                            | ●                          |                         |                               | 日本ラグビーフットボール協会 |      |
| アシスタントスタッフ                              | 豊田アレキサンダー           |                            |                            | ●                       |                               | 日本ラグビーフットボール協会 |      |
| 通訳                                              | ジョシュ・ウェストブルック   | ●                          | ●                          | ●6/28まで               |                               | 日本ラグビーフットボール協会 |      |
| 通訳                                              | 佐藤秀典                     |                            |                            | ●                       | ●                             | 日本ラグビーフットボール協会 |      |
| メディアマネージャー                              | 一色崇典                     | ●                          | ●                          | ●                       | ●                             | 日本ラグビーフットボール協会 |      |

## 初キャップ獲得選手
2025年に初キャップ獲得の選手。年齢・所属は初キャップ獲得当時。
| 年月日        | 対戦相手            | 出場     | 背番号 | Pos. | 氏名                   | 年齢 | 所属      | 備考 |
| ------------- | ------------------- | -------- | ------ | ---- | ---------------------- | ---- | --------- | ---- |
| 2025年7月5日  | ウェールズ代表第1戦 | 先発     | 1      | PR   | 紙森陽太               | 26歳 | S東京ベイ |      |
| 2025年7月5日  | ウェールズ代表第1戦 | 先発     | 14     | WTB  | 石田吉平               | 25歳 | 横浜E     |      |
| 2025年7月5日  | ウェールズ代表第1戦 | 前半19分 | 22     | FB   | 中楠一期               | 25歳 | BR東京    |      |
| 2025年7月5日  | ウェールズ代表第1戦 | 後半11分 | 23     | WTB  | ハラトア・ヴァイレア   | 26歳 | S東京ベイ |      |
| 2025年7月5日  | ウェールズ代表第1戦 | 後半16分 | 19     | LO   | ワイサケ・ララトゥブア | 27歳 | 神戸S     |      |
| 2025年7月5日  | ウェールズ代表第1戦 | 後半39分 | 21     | SH   | 北村瞬太郎             | 23歳 | 静岡BR    |      |
| 2025年7月12日 | ウェールズ代表第2戦 | 前半37分 | 16     | HO   | 江良颯                 | 23歳 | S東京ベイ |      |
| 2025年7月12日 | ウェールズ代表第2戦 | 前半37分 | 17     | PR   | 木村星南               | 26歳 | BL東京    |      |
| 2025年7月12日 | ウェールズ代表第2戦 | 後半16分 | 22     | FB   | サム・グリーン         | 30歳 | 静岡BR    |      |

## 代表資格

### 国籍は関係ない
ラグビーでは、国の代表チームとしてプレーする際にその国籍は問われないため、「所属協会主義」と呼ばれる。ワールドラグビーの レギュレーション8条 により、代表資格は以下の4条件で規定されている。
上記の規定は、過去に他の国での代表戦出場が無いことが前提となる。他国でのジュニア代表出場は不問。ただし、オリンピックおよびその予選の場合、ワールドラグビーの代表資格規定は該当せず、その国の国籍を持つ選手のみ（国籍主義）となる。

### 日本への帰化選手
「外国人選手が多い」という批判がある が、日本は外見的特徴からそのように指摘されやすい。
他のラグビー代表チームも同様に、異なる国の出身者が含まれる。ワールドカップ2023において、自国出身選手のみで構成されたのは、南アフリカ共和国とアルゼンチンだけだった。
高校・大学時代から日本で生活し、日本に帰化（日本国籍を取得）している選手も少なくない。カタカナだけの氏名であっても、姓と名の表記の間に「・」が無い選手は、原則として日本国籍を持つ者である（戸籍に記号は使えないため）。

## 放送・配信
出典：
JAPAN XV vs マオリ・オールブラックス（6月28日）
- 放送：BS日テレ（生中継）、J SPORTS（生中継）
- 配信：Hulu（ライブ配信）、J SPORTSオンデマンド（ライブ配信）

日本代表 vs ウェールズ代表 第1戦（7月5日）
- 放送：NHK総合（生中継）、J SPORTS（生中継）
- 配信：NHKプラス（ライブ配信）、J SPORTSオンデマンド（ライブ配信）

日本代表 vs ウェールズ代表 第2戦（7月12日）
- 放送：日本テレビ系全国ネット（生中継）、J SPORTS（生中継）
- 配信：Hulu（ライブ配信）、J SPORTSオンデマンド（ライブ配信）